# Reichstagswahl 1930
- KPD: 77
- SPD: 143
- DStP: 20
- Z: 68
- BVP: 19
- WP: 23
- DVP: 30
- CSVD: 14
- CNBL: 19
- DNVP: 41
- NSDAP: 107
- Sonst.: 16

Die Reichstagswahl vom 14. September 1930 war die Wahl zum 5. Deutschen Reichstag der Weimarer Republik. Die vorgezogene Neuwahl endete mit einer Schwächung der demokratischen Parteien und sehr starken Zugewinnen für die NSDAP. Auch die KPD erzielte mäßige Gewinne, während fast alle anderen Parteien zumindest prozentual an Stimmen verloren. Die Bildung einer über eine parlamentarische Mehrheit verfügenden Regierung war nach diesem Ergebnis nahezu ausgeschlossen. Heinrich Brünings Kabinett blieb im Amt und regierte verstärkt mit Notverordnungen.

## Vorgeschichte
Nach der Reichstagswahl am 20. Mai 1928 hatte sich eine Große Koalition aus SPD, Zentrum, BVP, DDP und DVP unter Reichskanzler Hermann Müller (SPD) gebildet. Diese letzte parlamentarische Regierung der Weimarer Republik scheiterte am 27. März 1930, ob am Streit über eine geringfügige Beitragserhöhung für die Arbeitslosenversicherung oder an den Absichten von Reichspräsident Paul von Hindenburg, der ein „antiparlamentarisches“ und „antimarxistisches“ Präsidialkabinett anstrebte, ist in der Forschung umstritten. Hindenburg ernannte den Zentrumspolitiker Heinrich Brüning zum Reichskanzler, der eine Minderheitsregierung ohne die SPD (Kabinett Brüning I) bildete. Der Reichstag lehnte den von Brüning vorgelegten Reichshaushalt für 1930 ab, der daraufhin am 16. Juli als „Notverordnung zur Sicherung von Wirtschaft und Finanzen“ erlassen wurde. Der Reichstag machte daraufhin auf Antrag der SPD vom 18. Juli 1930 mit 256 Stimmen von SPD, KPD, NSDAP und DNVP von seinem in Art. 48 der Weimarer Verfassung festgelegten Recht Gebrauch, eine Notverordnung aufzuheben. Brüning bat Hindenburg, den Reichstag nach Art. 25 der Verfassung aufzulösen und Neuwahlen anzusetzen. Hindenburg tat dies am 18. Juli 1930; die Neuwahlen fanden am 14. September 1930 statt.

## Der Wahlkampf

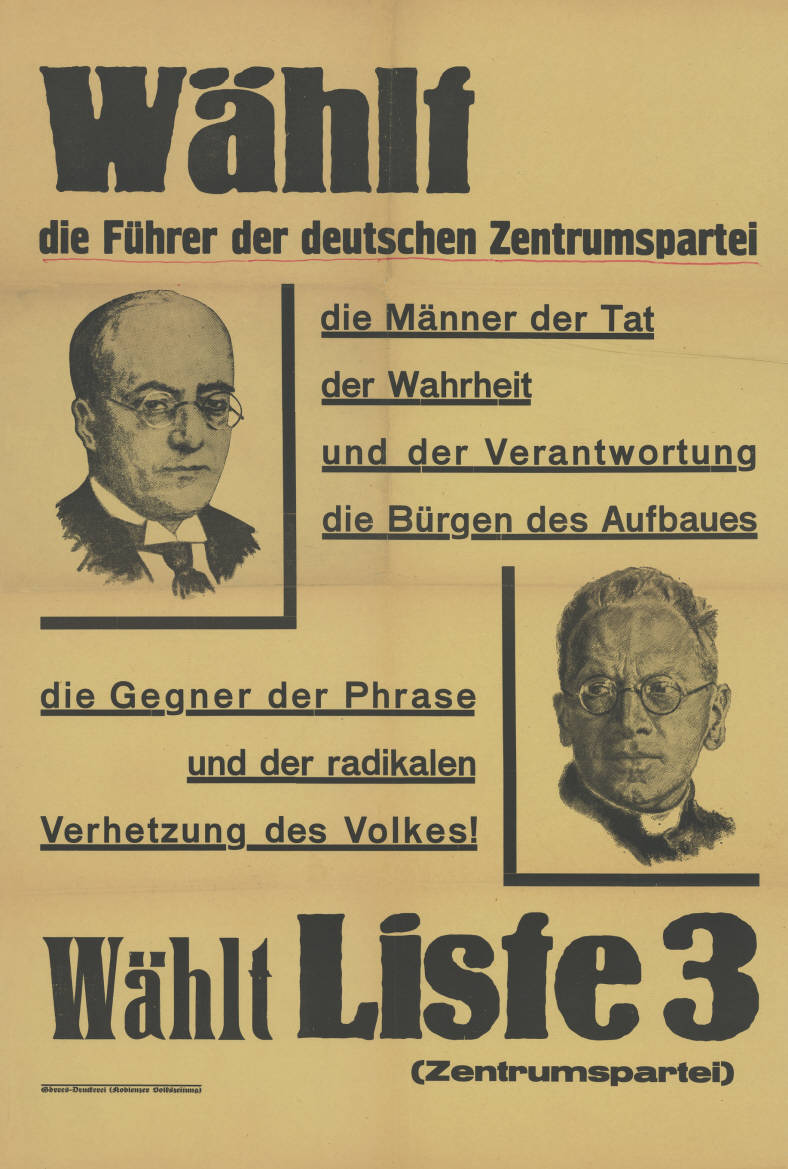
Wahlplakat der Zentrumspartei

Schon kurz nach der Reichstagsauflösung begannen die Parteien mit dem Wahlkampf. Die SPD maß der NSDAP, die 1928 lediglich 2,6 % der Stimmen erhalten hatte, aber seither bei Landtagswahlen zulegte, in ihrem Wahlkampf große Bedeutung bei. Sie ließ Plakate mit der Aufschrift „Gegen Bürgerblock und Hakenkreuz“ drucken und warnte vor dem Faschismus. Am 1. August veranstalteten SPD und KPD in Berlin Großkundgebungen unter dem Motto „Nie wieder Krieg“. An der Veranstaltung der SPD im Lustgarten nahmen etwa 30.000 Menschen teil, bei der Demonstration der KPD auf dem Winterfeldtplatz etwa 15.000. Am 23. August versuchten in Bunzlau KPD-Anhänger, in eine überfüllte NSDAP-Veranstaltung einzudringen. Bei den Auseinandersetzungen mit der Polizei wurden drei Menschen getötet und zwei schwer verletzt. Am 12. September erreichte der Wahlkampf der KPD mit einer Kundgebung im Sportpalast seinen Höhepunkt.
Die DNVP musste sich während des Wahlkampfes mit internen Problemen auseinandersetzen. Am 17. Juli kam es zum Bruch zwischen dem antidemokratischen rechten Flügel um den Parteivorsitzenden Alfred Hugenberg und den gemäßigten Kreisen um Kuno Graf von Westarp. Am 23. Juli gründete ein Teil des gemäßigten Flügels die Konservative Volkspartei. Am 8. August traten sieben Reichstagsabgeordnete aus der DNVP aus, weil sie den rechtsgerichteten Kurs Hugenbergs missbilligten. Am 14. August sprach Hugenberg in einer Wahlkampfrede im Berliner Sportpalast über ein kommendes „Drittes Reich“.
Die DVP versuchte, mit anderen Parteien zusammen einen bürgerlichen Block zu bilden. Am 7. August zogen sich jedoch die Wirtschaftspartei und die Konservative Volkspartei aus dem Projekt zurück. Am 27. Juli wurde die Deutsche Staatspartei gegründet, der sich u. a. die Mehrheit der DDP anschloss.
Der Wahlkampf der NSDAP wurde erstmals von Joseph Goebbels zentral organisiert. Die NSDAP prangerte den Zerfall Deutschlands unter dem „System von Weimar“ an, beschwor die nationale Volksgemeinschaft und stellte die herrschende Weltwirtschaftskrise als Komplott gegen Deutschland dar. Auf offene antisemitische Propaganda wurde auf Weisung Goebbels’ weitgehend verzichtet. Im Wahlkampf der NSDAP herrschten stattdessen jetzt nationale, antikommunistische und antikapitalistische Parolen vor. Hinzu kam ein großer Aktionismus, der die Partei als jung, unverbraucht und tatkräftig erscheinen ließ. Adolf Hitler trat zwischen dem 3. August und dem 13. September in mehr als zwanzig Großkundgebungen als Hauptredner auf. In einem Manifest Hitlers vom 10. September im Berliner Sportpalast vor mindestens 16.000 Zuhörern hieß es: „Der Nationalsozialismus kämpft für den deutschen Arbeiter, indem er ihn aus den Händen seiner Betrüger nimmt.“ Hitler sagte: „Was wir versprechen, ist nicht materielle Besserung für einen einzelnen Stand, sondern die Mehrung der Kraft der Nation, weil nur diese den Weg zur Macht und damit zur Befreiung des ganzen Volkes weist.“

## Die Wahl

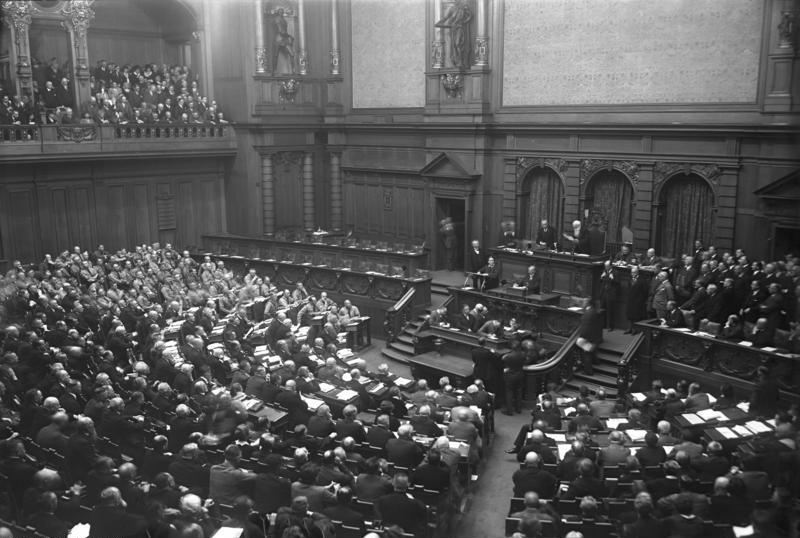
Eröffnung des Reichstag; ganz links im Bild sind die uniformierten Abgeordneten der NSDAP zu erkennen

Die Wahlbeteiligung stieg um 6,4 Prozentpunkte auf 82,0 %. Damit gingen rund 4,2 Millionen Wähler mehr zur Wahl als 1928. NSDAP (+15,7 %) und in erheblich geringerem Ausmaß KPD (+2,5 %) waren die Wahlsieger. DVP (−4,2 %), SPD (−5,3 %) und besonders Hugenbergs DNVP (−7,3 %) mussten schwere Verluste hinnehmen.
Bei den Reichstagswahlen gelang der NSDAP mit 6,4 Millionen Stimmen nach 810.000 im Jahr 1928 der Durchbruch: Sie wurde zweitstärkste Fraktion. Ihre größten Zugewinne verbuchte sie in Nord- und Ostdeutschland. In Schleswig-Holstein stieg ihr Anteil von 4 % auf 27 %, auch in Ostpreußen, Pommern, in der Provinz Hannover und Mecklenburg erreichte sie über 20 %. Goebbels notierte am 15. September in seinem Tagebuch: „Der Sportpalast gleicht einem Irrenhaus. Die S. A. trägt mich auf den Schultern durch den Saal.“
Die den Reichskanzler stützenden Parteien vermochten sich zwar zu behaupten, doch die Hoffnung, dass die Konservative Volkspartei in nennenswertem Maße Stimmen von Hugenbergs DNVP ins Regierungslager lenken würde, erfüllte sich nicht. Der Reichsverband der Deutschen Industrie hatte im August seine Mitglieder aufgefordert, nur solche Parteien zu unterstützen, „die auf dem Boden der Verfassung stehen und unzweideutig für die Erhaltung und Entwicklung der Privatwirtschaft sowie für das Privateigentum eintreten“. Das richtete sich sowohl gegen die Kommunisten als auch gegen die NSDAP, doch die angestrebte Basis für die Regierung kam nicht zustande: Von den 577 Reichstagsabgeordneten stützten nur rund 200 Brüning. Das Wahlergebnis erweckte keine Hoffnungen auf die Bildung einer Mehrheitsregierung, da die wirtschaftspolitischen Vorstellungen der SPD und der bürgerlichen Parteien weit auseinanderlagen.

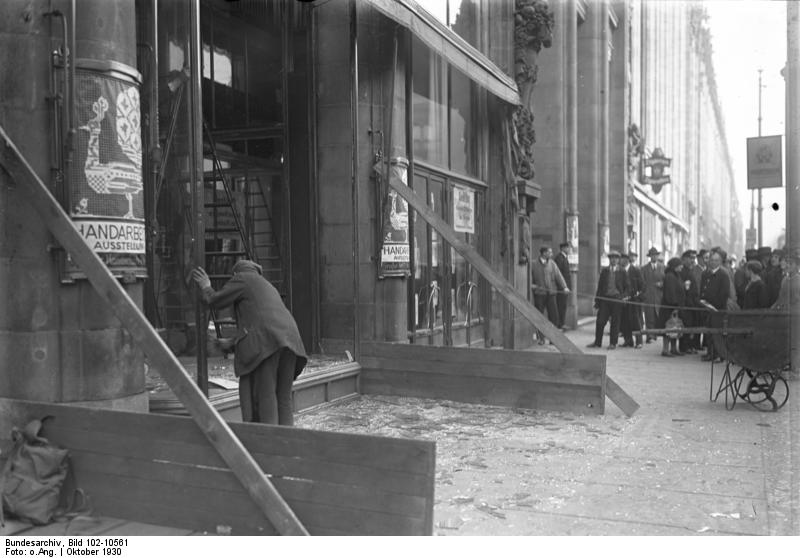
Demolierte Schaufenster bei Wertheim am Leipziger Platz

Bei der Eröffnung des Reichstags am 13. Oktober 1930 erschienen die Abgeordneten der NSDAP alle in brauner Parteiuniform und verstießen damit ostentativ gegen das in Preußen geltende Uniformverbot. Mit einer Strafverfolgung mussten sie nicht rechnen, da sie politische Immunität genossen. Am selben Tag kam es in Berlin zu pogromartigen Ausschreitungen. Jüdisch aussehende Passanten wurden von SA-Leuten beschimpft und verprügelt, dem Kaufhaus Wertheim wurden die Schaufensterscheiben eingeworfen.
Eine Folge war ein massenhafter Abzug ausländischer kurzfristiger Kredite, die die deutschen Banken in den vermeintlich Goldenen Zwanziger Jahren allzu bedenkenlos aufgenommen hatten. Der daraus resultierende Liquiditätsmangel und die Zinserhöhung, mit der die Reichsbank die Kreditabzüge zu stoppen versuchte, verschärften die deflationären Effekte der laufenden Weltwirtschaftskrise.

## Reaktionen
Die Frankfurter Zeitung kommentierte am Morgen nach der Wahl: „Erbitterungs-Wahlen also, in denen eine aus vielen Quellen gespeiste Stimmung, durch eine wilde Verhetzung aufgewühlt, sich in radikalen Stimmzetteln entlud“. Hitler wisse in Wirklichkeit gar nicht, wie er seine Versprechungen erfüllen könne.
The Times sah in der Wahl eine instinktive Reaktion auf die Unfähigkeit der traditionellen Parteien und Le Temps urteilte, die schlimmsten Erwartungen seien übertroffen worden. Dagegen schrieb Lord Rothermere in der Daily Mail, dass Hitler auch Vorteile biete, da er einen Wall gegen den Bolschewismus errichtet hätte.
Am 23. September wandte sich Reichspräsident Paul von Hindenburg in einer Erklärung gegen ausländische Pressemeldungen, in Deutschland stehe ein Rechtsputsch bevor. Damit sollte dem weiteren Abzug ausländischer Kredite aus Deutschland begegnet werden.

## Ergebnisse

Stimmenstärkste Parteien nach Wahlkreisen, angegeben ist jeweils der Prozentanteil der stärksten Partei

| Partei                                                        | Stimmen (absolut) | Stimmen (in Prozent) | Änderung (%-Punkte) | Sitze im Reichstag | Änderung (Sitze) |
| ------------------------------------------------------------- | ----------------- | -------------------- | ------------------- | ------------------ | ---------------- |
| Sozialdemokratische Partei Deutschlands (SPD)                 | 8.575.244         | 24,5 %               | −5,3 %              | 143                | −10              |
| Nationalsozialistische Deutsche Arbeiterpartei (NSDAP)        | 6.379.672         | 18,3 %               | +15,7 %             | 107                | +95              |
| Kommunistische Partei Deutschlands (KPD)                      | 4.590.160         | 13,1 %               | +2,5 %              | 77                 | +23              |
| Deutsche Zentrumspartei (Zentrum)                             | 4.127.000         | 11,8 %               | −0,3 %              | 68                 | +7               |
| Deutschnationale Volkspartei (DNVP)                           | 2.457.686         | 7,0 %                | −7,3 %              | 41                 | −32              |
| Deutsche Volkspartei (DVP)                                    | 1.577.365         | 4,5 %                | −4,2 %              | 30                 | −15              |
| Reichspartei des deutschen Mittelstandes (Wirtschaftspartei)  | 1.361.762         | 3,9 %                | −0,6 %              | 23                 | ±0               |
| Deutsche Staatspartei (DStP)                                  | 1.322.034         | 3,8 %                | −1,0 %              | 20                 | −5               |
| Christlich-Nationale Bauern- und Landvolkpartei (Landvolk)    | 1.108.043         | 3,2 %                | +1,3 %              | 19                 | +10              |
| Bayerische Volkspartei (BVP)                                  | 1.058.637         | 3,0 %                | −0,1 %              | 19                 | +2               |
| Christlich-Sozialer Volksdienst (CSVD)                        | 868.269           | 2,5 %                | –                   | 14                 | +14              |
| Deutsche Bauernpartei (DBP)                                   | 339.434           | 1,0 %                | −0,6 %              | 6                  | −2               |
| Konservative Volkspartei (KVP)                                | 290.579           | 0,8 %                | –                   | 4                  | +4               |
| Reichspartei für Volksrecht und Aufwertung (Volksrechtpartei) | 271.291           | 0,8 %                | −0,8 %              | 0                  | −2               |
| Landbund                                                      | 193.926           | 0,6 %                | −0,1 %              | 3                  | ±0               |
| Deutsch-Hannoversche Partei (DHP)                             | 144.286           | 0,4 %                | −0,2 %              | 3                  | −1               |
| Sonstige                                                      | 291.083           | 0,8 %                | −0,9 %              | 0                  | ±0               |
| Gesamt                                                        | 34.956.471        | 100 %                |                     | 577                | +86              |

- Stimmenstärkste Parteien nach Wahlkreisen,
angegeben ist jeweils der Prozentanteil der stärksten Partei